# Stadio Aldo e Dino Ballarin
Lo stadio Aldo e Dino Ballarin è un impianto calcistico di Chioggia, nella Città metropolitana di Venezia. Ospita le gare interne dell'Union Clodiense CS.

## Storia
Il 5 marzo 1950 il campo di Sacca San Giovanni fu intitolato ai fratelli chioggiotti Aldo e Dino Ballarin, giocatori del Grande Torino morti nel tragico incidente aereo di Superga. L'occasione fu onorata dalla disputa di una partita amichevole tra il Clodia e la Triestina di Nereo Rocco che allora militava in Serie A, con la vittoria finale degli alabardati per 6-3.

## Descrizione
Lo stadio, principale impianto sportivo municipale per capienza e area superficiale, ospita le partite interne dell'Union Clodiense CS, che milita nella terza serie calcistica italiana.
È situato a sud del centro storico di Chioggia, vicino alla stazione ferroviaria e alla Laguna del Lusenzo. Lo stadio dispone di una tribuna centrale scoperta, dotata di seggiolini, una tribuna est anche questa dotata di seggiolini e di copertura, la curva sud in cemento armato, riservata alla parte più calda del tifo clodiense e la curva nord per gli ospiti in tubi innocenti di 200 posti. La capienza complessiva dell'impianto è di circa 3 622 spettatori.
Nell'estate del 2024, l'impianto viene sottoposto ad una ristrutturazione per adeguarlo alle norme della Serie C. Nell'opera di rinnovamento dello stadio, vengono installate nuove torri faro per potenziare l'illuminazione e viene costruita una copertura della tribuna centrale con sistemazione delle aree stampa. I lavori sono terminati il 29 novembre 2024. La capacità dopo questa fase dei lavori è di 2.000 spettatori circa.